# Кубок Испании по футболу 1921
21-й розыгрыш Кубка Испании.
Соревнования начались 9 апреля 1921 года и завершились 8 мая 1921 года финалом, проведенным на Сан-Мамес в Бильбао, в котором Атлетик Бильбао завоевал трофей в 8-й раз в истории, одержав победу со счетом 4:1 над Атлетико Мадрид.

## Команды
- Бискайя: Атлетик Бильбао
- Гипускоа: Реал Унион
- Центральный регион: Атлетико Мадрид
- Южный регион: Севилья
- Галисия: Фортуна Виго
- Астурия: Спортинг Хихон
- Каталония: Барселона
- Леванте: Леванте Мурсия

## Четвертьфиналы
«Барселона» отказалась от участия в турнире в знак протеста против решения испанской федерации о переносе места проведения финала в Севилью . Атлетико Мадрид, их соперник, вышел в полуфинал.

### Первые матчи
| Фортуна Виго | 5–1 | Реал Унион |
| ------------ | --- | ---------- |
|              |     |            |

| Атлетик Бильбао | 2–1 | Спортинг Хохон |
| --------------- | --- | -------------- |
|                 |     |                |

| Севилья | 2–0 | Мурсия |
| ------- | --- | ------ |
|         |     |        |

### Вторые матчи
| Реал Унион | 3–2 | Фортуна Виго |
| ---------- | --- | ------------ |
|            |     |              |

| Спортинг Хихон | 0–1 | Атлетик Бильбао |
| -------------- | --- | --------------- |
|                |     |                 |

| Мурсия | 0–3 | Севилья |
| ------ | --- | ------- |
|        |     |         |

### Дополнительный матч
| Fortuna Vigo | 3–4 | Реал Унион |
| ------------ | --- | ---------- |
|              |     |            |

## Полуфиналы

### Первый матч
| Реал Унион | 1–2 | Атлетико Мадрид |
| ---------- | --- | --------------- |
|            |     |                 |

| Севилья | 4–2 | Атлетик Бильбао |
| ------- | --- | --------------- |
|         |     |                 |

### Вторые матчи
| Атлетико Мадрид | 5–2 | Реал Унион |
| --------------- | --- | ---------- |
|                 |     |            |

| Атлетик Бильбао | 1–1 | Севилья |
| --------------- | --- | ------- |
|                 |     |         |

## Финал
| Атлетик Бильбао                       | 4–1 | Атлетико Мадрид |
| ------------------------------------- | --- | --------------- |
| Лака 29′, 73′ · Аседо 41′ (пен.), 68′ |     | 38′ Триана      |

| Кубок Испании 1921 Победитель |
| ----------------------------- |
| Атлетик Бильбао 8-й титул     |